# 緋牡丹博徒
『緋牡丹博徒』（ひぼたんばくと）は、1968年9月14日に東映が配給した、山下耕作監督による日本映画で緋牡丹博徒シリーズの第1作（全8作）である。、主演は藤純子。

## 配役
- 藤純子 : 緋牡丹のお竜
- 若山富三郎 : 熊坂虎吉
- 山本麟一 : フグ新
- 若水ヤエ子 : 熊坂清子
- 待田京介 : 不死身の富士松
- 疋田圀男 : 滝沢
- 金子信雄 : 岩津源蔵
- 土橋勇 : 皆川
- 清川虹子 : お神楽のおたか
- 山城新伍 : 吉太郎
- 鈴木金哉 : 木島
- 遠山金次郎 : 山西
- 江上正伍 : 宮崎
- 三島ゆり子 : 君香
- 岡田千代 : 〆奴
- 荒木雅子 : おたつ
- 大木実 : 加倉井剛蔵
- 林彰太郎 : 黒木
- 楠本健二 : 中川
- 阿波地大輔 : 毒イチゴ
- 志賀勝 : ロクロの亀
- 堀正夫 : 武井花太郎
- 西田良 : 巽
- 川浪公次郎 : 田島
- 沼田曜一 : 蛇政
- 前川良三 : 三太郎
- 村居京之輔 : 矢野仙蔵
- 島田秀雄 : 薬売り
- 森源太郎 : 旅人Ａ
- 有島淳平 : 旅人Ｂ
- 矢奈木邦二郎 : 金丸
- 波多野博 : 子分Ａ
- 若水淳 : 子分Ｂ
- 高倉健 : 片桐直治

## スタッフ
- 監督 : 山下耕作
- 企画 : 俊藤浩滋・日下部五朗・佐藤雅夫
- 撮影 :  古谷伸
- 美術 : 雨森義允
- 音楽 : 渡辺岳夫
- 編集 : 宮本信太郎
- 脚本 : 鈴木則文